# 戴氏獅子魚
戴氏獅子魚，為輻鰭魚綱鮋形目杜父魚亞目獅子魚科的其中一種，分布於東北太平洋區，從阿留申群島東部至美國華盛頓州普吉特灣海域，棲息深度73-225公尺，為底棲性魚類，體長可達30.5公分，屬肉食性，以甲殼類為食，生活習性不明。

## 擴展閱讀
維基物種上的相關：戴氏獅子魚